# Esplas-de-Sérou
 Esplas-de-Sérou  es una población y comuna francesa, en la región de Mediodía-Pirineos, departamento de Ariège, en el distrito de Saint-Girons y cantón de Saint-Girons.

## Demografía
| 189 | 133 | 84 | 120 | 91 | 143 |
| Para los censos de 1962 a 1999 la población legal corresponde a la población sin duplicidades (Fuente: INSEE [Consultar]) |     |    |     |    |     |